# Luise Hercus
Luise Anna Hercus AM (* 16. Januar 1926 in München, Deutschland; † 15. April 2018 in Canberra, Australien) war eine in Deutschland geborene Linguistin, die ab 1954 in Australien lebte. Nach Forschungen zu Prakrits studierte sie  seit 1963 über 50 Jahre lang australische Aboriginesprachen. Sie produzierte über 1000 Stunden Tonaufnahmen, die die Sprachen der Aborigines aus Victoria, New South Wales, South Australia, dem Northern Territory und Queensland dokumentierten.

## Leben und Werk
Hercus wurde als Luise Anna Schwarzschild als Tochter des Künstlers Alfred Schwarzschild und seiner Frau Theodora geboren. Mit der Machtübernahme Hitlers in Deutschland verschlechterte sich ihre Situation durch ihre jüdische Abstammung trotz finanzieller Unterstützung eines in die USA ausgewanderten Onkels. 1938 flüchtete sie mit ihrer Familie nach England, wo sie in London die Tollington School besuchte. Sie studierte 1943 mit einem Stipendium am St Anne’s College in Oxford, wo sie 1946 einen Bachelor in Orientalistik und danach einen Master of Arts erwarb.
Von 1948 bis 1954 war sie Tutorin und Dozentin am St. Anne’s College, bis sie nach Australien auswanderte. 1955 heiratete sie den Physiker Graham Robertson Hercus, mit dem sie einen Sohn Iain Robertson Hercus bekam, der in Astronomie promovierte. Von 1965 bis 1969 war sie wissenschaftliche Mitarbeiterin an der University of Adelaide in South Australia. Zu dieser Zeit begann sie sich mit den Aboriginessprachen zu beschäftigen und konnte mit Hilfe ihres Informanten Mick McLean Irinjili einige vergessene Sprachen wie beispielsweise Wangganguru aufzuzeichnen. Nach 1969 nahm sie eine Anstellung als Dozentin für Sanskrit am Institut für Südasien- und Buddhismusforschung der Australian National University (ANU) in Canberra an. In den 1970er Jahren forschte sie zusammen mit den Linguisten  Peter K. Austin und David Trefry über die Diyari Sprache.

## Sprachstudien
Seit 1953 hatte sie bedeutende Artikel über sprachliche Merkmale mittelindo-arischer Dialekte (Prakrits) veröffentlicht und 1991 wurden diese von der ANU Faculty of Asian Studies in einem Sammelband veröffentlicht. Nach 1991 wurde sie Gastwissenschaftlerin am Institut für Linguistik der ANU, verfasste Grammatiken, Wörterbücher und traditionelle Texte und setzte ihre Feldforschung hauptsächlich im Norden von Südaustralien und den angrenzenden Gebieten von New South Wales und Queensland fort.

### Forschung zu indigenen Sprachen
Herkus forschte unter anderem zu folgenden Sprachen und deren Dialekten:
- Arabana-Wangkangurru
- Kaurna
- Nukunu
- Nauo
- Paakantyi (Baagandji, Bagundji)
- Thura-Yura- Sprachen
- Mirndi
- Nungali
- Yarli Sprachen

Das National Film And Sound Archive Of Australia enthält ihre Aufzeichnungen von mehr als 40 Sprachen der Aborigines, die gefährdet sind oder nicht mehr gesprochen werden, darunter Arabana, Birladapa, Diyari, Kuyani, Madhi Madhi, Malyangapa, Ngarigu, Wangkangurru, Wergaia, Wirangu, Yardliyawarra, Yarluyandi und viele andere. Es enthält die einzigen bekannten Aufnahmen einiger dieser Sprachen.

## Auszeichnungen
- 1978: Fellow of the Australian Academy of the Humanities
- 1995: Member des Order of Australia
- 2001: Centenary Medal

## Veröffentlichungen (Auswahl)
- The languages of Victoria: A late survey in two parts, 1965.
- The Bagandji language. (Pacific Linguistics), 1981.
- This is what happened: historical narratives by Aborigines, 1986.
- A Grammar Of The Wirangu Language From The West Coast Of South Australia, 1999.
- mit Harald Koch: Aboriginal Placenames: Naming and Re-naming the Australian Landscape. Aboriginal History Monographs, 19. ANU E Press., 2011, ISBN 978-1-921666-08-7.
- mit Jeremy Beckett: Two Rainbow Serpents Travelling: Mura Track Narratives From the 'Corner Country', 2012, ISBN 978-1-921536-92-2.
- mit G. Miller, P. Monaghan u. a.: A Dictionary of the Wirangu Language of the Far West Coast of South Australia, Tjutjunaku Worka Tjuta and University of Adelaide, Adelaide, 2010.
- The Land is a Map: Placenames of Indigenous Origin in Australia, 2012, ISBN 978-1-921536-56-4.
- mit Laura Kostanski, Ian D. Clark: Indigenous and Minority Placenames: Australian and International Perspectives (Aboriginal History), 2014, ISBN 978-1-925021-62-2.